# Odynerus armenicus
Odynerus armenicus är en stekelart som beskrevs av Morawitz. Odynerus armenicus ingår i släktet lergetingar, och familjen Eumenidae. Inga underarter finns listade i Catalogue of Life.